# Lista do Património Cultural Imaterial da Humanidade no México

A Organização das Nações Unidas para a Educação, a Ciência e a Cultura (UNESCO) propôs um plano de proteção ao patrimônio cultural do mundo, através da Convenção sobre o Patrimônio Cultural Imaterial da Humanidade, cujo processo de implementação teve início em 1997 e foi oficializado em 2003. Esta é uma lista do Patrimônio Cultural Imaterial existente no México, especificamente classificada pela UNESCO visando catalogar e proteger manifestações da cultura humana no país. O México, país de dimensões continentais na América do Norte e que abriga um vasto legado cultural hispano-americano, ratificou a convenção em 14 de dezembro de 2005, tornando suas manifestações culturais elegíveis para inclusão na lista.
A manifestação Festividade indígena dedicada aos Mortos foi a primeira manifestação cultural do México incluída na lista do Patrimônio Cultural Imaterial da UNESCO por ocasião da 3.ª Sessão do Comitê Intergovernamental para a Proteção do Patrimônio Cultural Imaterial da Humanidade, realizada em Istambul (Turquia) em 2008. Desde a mais recente adesão à lista, o México totaliza 12 elementos culturais classificados como Patrimônio Cultural Imaterial.

## Bens imateriais
O México conta atualmente com as seguintes manifestações declaradas como Patrimônio Cultural Imaterial pela UNESCO:
| | A festividade indígena dedicada aos Mortos |
| Bem imaterial inscrito em 2008. |                                            |
| Tal como praticado pelas comunidades indígenas do México, el Día de los Muertos (Dia dos Mortos) comemora o retorno transitório à Terra de parentes falecidos e entes queridos. As festividades acontecem todos os anos no final de outubro até o início de novembro. Este período marca também a conclusão do ciclo anual de cultivo do milho, a cultura alimentar predominante no país. As famílias facilitam o retorno das almas à Terra colocando pétalas de flores, velas e oferendas ao longo do caminho que leva do cemitério até suas casas. Os pratos preferidos do falecido são preparados e colocados ao redor do santuário-casa e do túmulo ao lado de flores e artesanatos típicos, como recortes de papel. Muito cuidado é tomado com todos os aspectos dos preparativos, pois acredita-se que os mortos são capazes de trazer prosperidade (por exemplo, uma colheita abundante de milho) ou infortúnio (por exemplo, doenças, acidentes, dificuldades financeiras) sobre suas famílias, dependendo de quão satisfatórios os rituais são executados. Os mortos são divididos em várias categorias de acordo com a causa da morte, idade, sexo e, em alguns casos, profissão. Um dia específico de culto, determinado por essas categorias, é designado para cada pessoa falecida. Este encontro entre os vivos e os mortos afirma o papel do indivíduo na sociedade e contribui para reforçar o status político e social das comunidades indígenas do México. A celebração do Dia dos Mortos tem um grande significado na vida das comunidades indígenas do México. A fusão de ritos religiosos pré-hispânicos e festas católicas reúne dois universos, um marcado por sistemas de crenças indígenas, outro por visões de mundo introduzidas pelos europeus no século XVI. (UNESCO/BPI) |                                            |

| | Cerimônia ritual dos Voladores |
| Bem imaterial inscrito em 2009. |                                |
| A cerimônia ritual dos Voladores ("homens voadores") é uma dança da fertilidade realizada por vários grupos étnicos no México e na América Central, especialmente o povo Totonac, no estado oriental de Veracruz, para expressar respeito e harmonia com os mundos natural e espiritual . Durante a cerimônia, quatro jovens escalam um poste de madeira de dezoito a quarenta metros de altura, recém-cortado da floresta com o perdão do deus da montanha. Um quinto homem, o Caporal, fica em uma plataforma no topo do mastro, pega sua flauta e seu pequeno tambor e toca canções dedicadas ao sol, aos quatro ventos e a cada uma das direções cardeais. Após essa invocação, os outros se lançam da plataforma “no vazio”. Amarrados à plataforma com longas cordas, eles ficam pendurados enquanto ela gira, girando para imitar os movimentos de voo e gradualmente se abaixando até o chão. Cada variante da dança dá vida ao mito do nascimento do universo, de modo que a cerimônia ritual dos Voladores expressa a visão de mundo e os valores da comunidade, facilita a comunicação com os deuses e convida à prosperidade. Para os próprios dançarinos e muitos outros que participam da espiritualidade do ritual como observadores, incentiva o orgulho e o respeito pela herança cultural e pela identidade. (UNESCO/BPI) |                                |

| | Lugares de memória e tradições vivas do povo Otomí-Chichimecas de Tolimán: a Peña de Bernal, guardiã de um território sagrado |
| Bem imaterial inscrito em 2009. | |
| Vivendo na zona semidesértica do estado de Querétaro, no centro do México, o povo Otomí-Chichimeca desenvolveu uma série de tradições que expressam uma relação única com a topografia e ecologia local. Seu ambiente cultural é dominado por um triângulo simbólico formado pelas colinas de Zamorano e Frontón e o rochedo de Bernal. É a essas colinas sagradas que as pessoas fazem peregrinações anuais carregando cruzes milagrosas para rezar por água e proteção divina, venerar seus ancestrais e celebrar sua identidade e continuidade comunal. Outras festas comunitárias ao longo do ano compõem um calendário de rituais centrados na água, elemento perigosamente escasso neste clima, e dedicado à resistência do povo Otomí-Chichimeca. Os rituais ocorrem frequentemente em capelas familiares íntimas dedicadas aos antepassados ou em chimales, estruturas de junco temporárias mas impressionantes com telhados de folhas construídos como oferenda, um emblema de resistência e um símbolo de vitalidade e pertencimento. A relação entre cultura espiritual e espaço físico é influente na arte da região – incluindo imagens religiosas, murais, dança e música – e as tradições que a incorporam são componentes centrais da identidade cultural da comunidade. (UNESCO/BPI) | |

| | Cozinha tradicional mexicana - cultura comunitária ancestral e contínua, o paradigma de Michoacán |
| Bem imaterial inscrito em 2010. |                                                                                                   |
| A cozinha tradicional mexicana é um modelo cultural abrangente que inclui agricultura, práticas rituais, habilidades antigas, técnicas culinárias e costumes e costumes da comunidade ancestral. É possível pela participação coletiva em toda a cadeia alimentar tradicional: do plantio e colheita ao cozimento e alimentação. A base do sistema é baseada em milho, feijão e pimenta; métodos agrícolas únicos, como milpas (campos rotativos de milho e outras culturas) e chinampas (ilhotas agrícolas artificiais em áreas lacustres); processos de cozimento como a nixtamalização (milho descascado com lima, que aumenta seu valor nutricional); e utensílios singulares, incluindo pedras de amolar e argamassas de pedra. Ingredientes nativos, como variedades de tomates, abóboras, abacates, cacau e baunilha, complementam os alimentos básicos. A cozinha mexicana é elaborada e carregada de símbolos, com tortilhas e tamales todos os dias, ambos feitos de milho, formando parte integrante das ofertas do Dia dos Mortos. Coletivos de cozinheiras e outros profissionais dedicados ao cultivo e à culinária tradicional são encontrados no Estado de Michoacán e em todo o México. Seus conhecimentos e técnicas expressam a identidade da comunidade, reforçam os laços sociais e constroem identidades locais, regionais e nacionais mais fortes. Esses esforços em Michoacán também destacam a importância da culinária tradicional como meio de desenvolvimento sustentável. (UNESCO/BPI) |                                                                                                   |

| | Pirekua, música tradicional dos P'urhépecha |
| Bem imaterial inscrito em 2010. |                                             |
| Pirekua é uma música tradicional das comunidades indígenas P'urhépecha do estado de Michoacán, México, cantada por homens e mulheres. Sua mescla diversificada de estilos baseia-se nas origens africanas, europeias e indígenas americanas, com variações regionais identificadas em 30 das 165 comunidades P'urhépecha. Um Pirekua, que geralmente é cantado com um ritmo suave, também pode ser apresentado em estilos não vocais usando diferentes batidas, como sones (compasso 3/8) e abajeños (compasso 6/8). Pirekua pode ser cantado solo, em duetos ou trios, ou acompanhado por grupos corais, orquestras de cordas e orquestras mistas (com instrumentos de sopro). Os Pirériecha (cantores e intérpretes de Pirekua) são conhecidos por sua criatividade e interpretações de músicas antigas. As letras cobrem uma ampla gama de temas de eventos históricos a religião, pensamento social e político e amor e namoro, fazendo uso extensivo de simbolismo. O Pirekua atua como um meio efetivo de diálogo entre as famílias P'urhépecha e as comunidades que o praticam, ajudando a estabelecer e reforçar vínculos. Os Pirériechas também atuam como mediadoras sociais, usando músicas para expressar sentimentos e comunicar eventos importantes para as comunidades P'urhépecha. Pirekua tem sido tradicionalmente transmitido oralmente de geração em geração, mantendo sua moeda como expressão viva, marcador de identidade e meio de comunicação artística para mais de cem mil pessoas P'urhépecha. (UNESCO/BPI) |                                             |

| | Parachicos na festa tradicional de Chiapa de Corzo |
| Bem imaterial inscrito em 2010. |                                                    |
| A tradicional Grande Festa acontece de 4 a 23 de janeiro de cada ano em Chiapa de Corzo, no México. Esta celebração de música, dança, artesanato, gastronomia, cerimónias religiosas e festas realiza-se em honra de três santos católicos: Santo António Abade, Nosso Senhor das Esquipulas e, sobretudo, São Sebastião. As danças dos Parachicos – a palavra se refere tanto aos dançarinos quanto à dança – são consideradas uma oferenda comunal a esses santos. Eles começam de manhã e terminam à noite, enquanto os dançarinos carregam estátuas de santos por toda a cidade, visitando locais de culto. Cada bailarino usa uma máscara de madeira esculpida com cocar, serape, xale bordado e fitas multicoloridas, e toca chinchines (maracas). Os dançarinos são conduzidos pelo Patrono severamente mascarado, que carrega uma guitarra e um chicote, enquanto toca uma flauta acompanhado por um ou dois bateristas. Enquanto dançam, ele entoa elogios aos quais os Parachicos respondem com vivas. A dança é transmitida e aprendida simultaneamente com sua performance, com a participação de crianças pequenas, imitando os dançarinos adultos. A técnica de confecção de máscaras é passada de geração em geração, incluindo corte da madeira, secagem, escultura e decoração. A dança dos Parachicos durante a Grande Festa abrange todas as esferas da vida local, promovendo o respeito mútuo entre comunidades, grupos e indivíduos. (UNESCO/BPI) |                                                    |

| | Mariachi: música e canções de cordas e trompetes |
| Bem imaterial inscrito em 2011. |                                                  |
| Mariachi é uma música tradicional mexicana e um elemento fundamental da cultura mexicana. Grupos tradicionais de mariachis, formados por dois ou mais membros, usam trajes regionais adaptados do traje do charro e interpretam um amplo repertório de canções em instrumentos de cordas. Conjuntos que tocam 'moderno Mariachi' incluem trompetes, violinos, vihuela e guitarrón (guitarra baixo), e podem ter quatro ou mais músicos. O amplo repertório inclui canções de diferentes regiões, jarabes, minuetos, polcas, valonas, schottisches, valsas e serenatas, além de corridos (baladas típicas mexicanas que narram histórias de batalhas, feitos marcantes e casos amorosos) e canções tradicionais que retratam a vida rural. A música mariachi moderna adotou outros gêneros, como as canções ranchera, o bolero ranchero e até a cumbia da Colômbia. As letras das canções Mariachi retratam o amor pela terra, cidade natal, terra natal, religião, natureza, conterrâneas e a força do país. O aprendizado de ouvido é o principal meio de transmissão do mariachi tradicional, e a habilidade geralmente é passada de pais para filhos e por meio de apresentações em eventos festivos, religiosos e civis. A música mariachi transmite valores de respeito ao patrimônio natural das regiões do México e à história local na língua espanhola e nas diferentes línguas indígenas do oeste do México. (UNESCO/BPI) |                                                  |

| | Xtaxkgakget Makgkaxtlawana: o centro de artes indígenas e sua contribuição à proteção do Patrimônio Cultural Intangível do povo Totonaca de Veracruz, México |
| Bem imaterial inscrito em 2012. | |
| O Centro de Artes Indígenas foi concebido como resposta a um desejo de longa data do povo Totonac de criar uma instituição de ensino para transmitir seus ensinamentos, arte, valores e cultura, além de proporcionar condições favoráveis para os criadores indígenas desenvolverem sua arte. A estrutura do centro representa um assentamento tradicional composto por casas-escolas, com cada 'Casa' especializada em uma das artes totonac para os aprendizes seguirem, como cerâmica, tecidos, pinturas, arte de curar, dança tradicional, música, teatro e cozinha. Na ‘Casa dos Anciãos’, os alunos adquirem os valores essenciais do Totonac e uma orientação no sentido da prática criativa. A transmissão do conhecimento é integral e holística. As casas-escolas abraçam a prática criativa como algo intrinsecamente ligado à sua natureza espiritual. O centro propõe a regeneração cultural, revitalizando as práticas culturais totonac por meio de meios como o uso da língua totonac como veículo de ensino, recuperação de técnicas tradicionais esquecidas, produção artística, restabelecimento de órgãos governamentais tradicionais e reflorestamento das plantas e árvores necessárias para a prática cultural. O centro também promove a cooperação contínua com criadores e agências culturais de outros estados do país e do mundo. (UNESCO/BPI) | |

| | Charrería, tradição equestre no México |
| Bem imaterial inscrito em 2016. |                                        |
| A Charrería é uma prática tradicional das comunidades de pastoreio de gado no México. Foi inicialmente usado para ajudar os pastores que administram o gado de diferentes propriedades a coexistir melhor. As técnicas foram então passadas para as gerações mais jovens dentro das famílias. Atualmente, associações e escolas de charrerías construídas para esse fim ajudam na transmissão contínua da tradição, também considerada um esporte, treinando membros da comunidade, inclusive até o nível de competição. Várias categorias de charrería executadas na frente de uma plateia são chamadas de charreadas. As charreadas dão aos espectadores a oportunidade de ver as habilidades de pastoreio de gado, por exemplo, laçar e frear usando éguas e touros selvagens. Pastores treinados demonstram suas habilidades a pé ou a cavalo, vestidos com trajes tradicionais que apresentam um chapéu de abas largas para um charro (pastor masculino) e um xale colorido para uma charra (pastor feminino). Os trajes, assim como os equipamentos necessários para a prática, como selas e esporas, são desenhados e produzidos por artesãos locais, formando componentes adicionais da prática tradicional. A Charrería é considerada um aspecto importante da identidade das comunidades portadoras e seu patrimônio cultural. Os praticantes também veem a tradição como uma forma de transferir para as gerações mais jovens valores sociais importantes, como respeito e igualdade pelas pessoas da comunidade. (UNESCO/BPI) |                                        |

| | La Romería (a peregrinação): ciclo ritual de La llevada (o transporte) da Virgem de Zapopan |
| Bem imaterial inscrito em 2018. |                                                                                             |
| A celebração anual de La Romería em 12 de outubro, em homenagem à imagem da Virgem de Zapopan, é uma tradição que remonta a 1734. O dia marca a fase final do ciclo ritual anual popularmente conhecido como 'O Transporte da Virgem', que começa em maio e abrange muitas atividades comunitárias e litúrgicas. O ciclo termina com a viagem de regresso à basílica, em Zapopan. Mais de dois milhões de pessoas participam, e uma das principais características da festa é a grande presença e participação de diferentes grupos de dançarinos nativos. O transporte (La Llevada) e as atividades derivadas do ciclo ritual englobam uma manifestação pública de massa em que as ruas e os espaços públicos se tornam uma festa ritual para a comunidade, apresentando diferentes expressões artísticas de colaboração coletiva. Ao longo do ano, o planejamento das atividades depende da interação de diferentes comunidades, ajudando-as a renovar e reforçar seus laços sociais. Graças ao apoio da comunidade para a prática ano após ano, La Romería é considerada uma das tradições mais populares e fortemente enraizadas no oeste do México. Por meio de grupos civis e eclesiásticos organizados, a comunidade de portadores e praticantes tem garantido a sobrevivência dessa manifestação cultural. (UNESCO/BPI) |                                                                                             |

| | Fabricação artesanal de cerâmica de estilo talaverano em Puebla e Tlaxcala e Talavera de la Reina |
| Bem imaterial inscrito em 2019. |                                                                                                   |
| Este bem é compartilhado com: Espanha. |                                                                                                   |
| Os processos de fabricação da talavera artesanal de Puebla e Tlaxcala (México) e da cerâmica de Talavera de la Reina e El Puente del Arzobispo (Espanha) são identificados com duas comunidades no México e na Espanha. As cerâmicas têm usos domésticos, decorativos e arquitetônicos. Apesar das mudanças ao longo do tempo e dos desenvolvimentos que a cerâmica sofreu em ambos os países – inclusive devido ao uso de rodas de oleiro elétrica hoje em dia – os processos de fabricação artesanal, incluindo técnicas de confecção, esmaltação e decoração, mantêm o mesmo padrão do século XVI. Conhecimentos e habilidades relacionados incluem preparar o barro, fazer a louça usando uma roda de oleiro ou molde, decorar, preparar esmaltes e pigmentos e gerenciar o forno, o que requer grande experiência. Alguns ceramistas realizam todo o processo, enquanto outros se especializam em tarefas específicas. O conhecimento relacionado – incluindo extração de matérias-primas, processamento de materiais, decoração e técnicas de queima – é maioritariamente suportado por mestres artesãos e ceramistas, que desenvolveram suas habilidades ao longo do tempo e as transmitiram às próximas gerações por transmissão oral em suas oficinas artesanais ou nas ambiente familiar. Cada oficina tem uma identidade própria, refletida no detalhe das formas, decorações, cores e esmaltes das peças, e a produção de cerâmica continua a ser um símbolo de identidade fundamental em ambos os países. (UNESCO/BPI) |                                                                                                   |

| Violões típicos da música mexicana | Bolero: identidade, emoção e poesia transformados em canção |
| Violões típicos da música mexicana | Bem imaterial inscrito em 2023. |
| Violões típicos da música mexicana | Este bem é compartilhado com: Cuba. |
| Violões típicos da música mexicana | Bolero é uma parte indispensável na canção sentimental latino-americana, com um forte eu lírico profundamente enraizado em Cuba e México. Uma amálgama cultural, o bolero combina a linguagem usada na poesia europeia com ritmos africanos dos povos escravizados e sentimentos dos povos nativos americanos. As letras de bolero aludem à vida cotidiana e as canções são performadas em uma variedade de espaços, desde residências a espaços públicos e grandes salas de concerto, bem como em festivais e serenatas. A prática é geralmente transmitida pelas famílias através de tradição oral ou imitação. Pesquisadores e acadêmicos (como historiadores, musicólogos e produtores culturais) também contribuem para sua transmissão. Atualmente, novos boleros continuam a ser compostos e as letras e música abrem espaço para um diálogo contínuo com a tradição de ambos os países. (UNESCO/BPI) |